# Herrarnas stavhopp vid världsmästerskapen i friidrott 2022
Herrarnas stavhopp vid världsmästerskapen i friidrott 2022 avgjordes mellan den 22 och 24 juli 2022 på Hayward Field i Eugene i USA.
Sveriges Armand Duplantis tog guld efter ett hopp på 6,21 meter, vilket också var nytt världsrekord. Silvret togs av amerikanen Chris Nilsen och bronset av filippinske Ernest John Obiena.

## Rekord
Innan tävlingens start fanns följande rekord:
| Rekord                                         | Idrottare                | Distans    | Plats                     | Datum             |
| ---------------------------------------------- | ------------------------ | ---------- | ------------------------- | ----------------- |
| Världsrekord                                   | Armand Duplantis (SWE)   | 6,20 m (i) | Belgrad, Serbien          | 20 mars 2022      |
| Mästerskapsrekord                              | Dmitri Markov (AUS)      | 6,05 m     | Edmonton, Kanada          | 9 augusti 2001    |
| Världsårsbästa                                 | Armand Duplantis (SWE)   | 6,16 m     | Stockholm, Sverige        | 30 juni 2022      |
| Afrikanskt rekord                              | Okkert Brits (RSA)       | 6,03 m     | Köln, Tyskland            | 18 augusti 1995   |
| Asiatiskt rekord                               | Ernest John Obiena (PHI) | 5,93 m     | Innsbruck, Österrike      | 11 september 2021 |
| Nord-, centralamerikanskt och karibiskt rekord | Sam Kendricks (USA)      | 6,06 m     | Des Moines, USA           | 27 juli 2019      |
| Sydamerikanskt rekord                          | Thiago Braz (BRA)        | 6,03 m     | Rio de Janeiro, Brasilien | 15 augusti 2016   |
| Europeiskt rekord                              | Armand Duplantis (SWE)   | 6,20 m (i) | Belgrad, Serbien          | 20 mars 2022      |
| Oceaniskt rekord                               | Steven Hooker (AUS)      | 6,06 m (i) | Boston, USA               | 7 februari 2009   |

## Program
Alla tider är lokal tid (UTC−7).
| Datum   | Tid   | Omgång |
| ------- | ----- | ------ |
| 22 juli | 17:05 | Kval   |
| 24 juli | 17:25 | Final  |

## Resultat

### Kval
Kvalregler: Hopp på minst 5,80 meter 0Q0 eller de 12 friidrottare med längst hopp 0q0 gick vidare till finalen.
| Placering | Grupp | Namn                 | Nationalitet   | 5,30 m | 5,50 m | 5,65 m | 5,75 m | 5,80 m | Distans            | Noteringar |
| --------- | ----- | -------------------- | -------------- | ------ | ------ | ------ | ------ | ------ | ------------------ | ---------- |
| 1         | A     | Armand Duplantis     | Sverige        | –      | –      | o      | o      |        | 5,75 m             | 0q0        |
| 1         | A     | Chris Nilsen         | USA            | –      | o      | o      | o      |        | 5,75 m             | 0q0        |
| 1         | B     | Oleg Zernikel        | Tyskland       | –      | o      | o      | o      |        | 5,75 m             | 0q0        |
| 4         | A     | Thiago Braz          | Brasilien      | –      | o      | xxo    | o      |        | 5,75m              | 0q0        |
| 5         | B     | Ben Broeders         | Belgien        | –      | o      | o      | xo     |        | 5,75 m             | 0q0        |
| 6         | B     | Ernest John Obiena   | Filippinerna   | –      | xo     | o      | xo     |        | 5,75 m             | 0q0        |
| 6         | B     | Ersu Şaşma           | Turkiet        | o      | o      | xo     | xo     |        | 5,75 m             | 0q0        |
| 8         | A     | Renaud Lavillenie    | Frankrike      | –      | –      | xxo    | xo     |        | 5,75 m             | 0q0        |
| 9         | A     | Bo Kanda Lita Baehre | Tyskland       | –      | o      | xo     | xxo    |        | 5,75 m             | 0q0        |
| 9         | B     | Menno Vloon          | Nederländerna  | o      | xo     | o      | xxo    |        | 5,75 m             | 0q0        |
| 9         | A     | Pål Lillefosse       | Norge          | –      | o      | xo     | xxo    |        | 5,75 m             | 0q0        |
| 9         | B     | Sondre Guttormsen    | Norge          | –      | –      | xo     | xxo    |        | 5,75 m             | 0q0        |
| 13        | A     | Rutger Koppelaar     | Nederländerna  | –      | o      | o      | xxx    |        | 5,65 m             |            |
| 14        | A     | Hussain Al-Hizam     | Saudiarabien   | xo     | o      | o      | xxx    |        | 5,65 m             | 0SB0       |
| 15        | B     | Seito Yamamoto       | Japan          | o      | o      | xo     | xxx    |        | 5,65 m             |            |
| 15        | B     | Simen Guttormsen     | Norge          | o      | o      | xo     | xxx    |        | 5,65 m             |            |
| 17        | B     | Luke Winder          | USA            | xo     | o      | xo     | xxx    |        | 5,65 m             |            |
| 18        | A     | Thibaut Collet       | Frankrike      | –      | o      | xxo    | xxx    |        | 5,65 m             |            |
| 19        | A     | Harry Coppell        | Storbritannien | o      | o      | xxx    |        |        | 5,50 m             |            |
| 19        | B     | Mikko Paavola        | Finland        | o      | o      | xxx    |        |        | 5,50 m             |            |
| 19        | A     | Piotr Lisek          | Polen          | –      | o      | xxx    |        |        | 5,50 m             |            |
| 22        | A     | Emmanouil Karalis    | Grekland       | –      | xo     | xxx    |        |        | 5,50 m             |            |
| 22        | A     | Tommi Holttinen      | Finland        | o      | xo     | xxx    |        |        | 5,50 m             | 0SB0       |
| 24        | B     | Huang Bokai          | Kina           | –      | xxo    | xxx    |        |        | 5,50 m             |            |
| 24        | B     | Robert Sobera        | Polen          | –      | xxo    | xxx    |        |        | 5,50 m             |            |
| 24        | A     | Kurtis Marschall     | Australien     | –      | xxo    | xxx    |        |        | 5,50 m             |            |
| 27        | A     | Robert Renner        | Slovenien      | xo     | xxo    | xxx    |        |        | 5,50 m             |            |
| 28        | A     | Germán Chiaraviglio  | Argentina      | xo     | xxx    |        |        |        | 5,30 m             |            |
|           | B     | Andrew Irwin         | USA            | xxx    |        |        |        |        | Inget giltigt hopp |            |
|           | B     | Augusto Dutra        | Brasilien      | –      | xxx    |        |        |        | Inget giltigt hopp |            |
|           | A     | Torben Blech         | Tyskland       | xxx    |        |        |        |        | Inget giltigt hopp |            |
|           | B     | Valentin Lavillenie  | Frankrike      | –      | xxx    |        |        |        | Inget giltigt hopp |            |

### Final
Finalen startade den 24 juli klockan 17:25.
| Placering | Namn                 | Nationalitet  | 5,55 m | 5,70 m | 5,80 m | 5,87 m | 5,94 m | 6,00 m | 6,06 m | 6,21 m | Distans            | Noteringar |
| --------- | -------------------- | ------------- | ------ | ------ | ------ | ------ | ------ | ------ | ------ | ------ | ------------------ | ---------- |
| 1         | Armand Duplantis     | Sverige       | –      | o      | –      | xo     | o      | o      | o      | xo     | 6,21 m             | 0VR0       |
| 2         | Chris Nilsen         | USA           | o      | o      | o      | xo     | o      | xxx    |        |        | 5,94 m             |            |
| 3         | Ernest John Obiena   | Filippinerna  | o      | xo     | o      | o      | xo     | xxx    |        |        | 5,94 m             | 0AR0       |
| 4         | Thiago Braz          | Brasilien     | o      | o      | xo     | o      | xx–    | x      |        |        | 5,87 m             |            |
| 5         | Oleg Zernikel        | Tyskland      | o      | o      | o      | xo     | xxx    |        |        |        | 5,87 m             | 0PB0       |
| 5         | Renaud Lavillenie    | Frankrike     | –      | o      | –      | xo     | xxx    |        |        |        | 5,87 m             | 0SB0       |
| 7         | Bo Kanda Lita Baehre | Tyskland      | xo     | xo     | xxo    | xxo    | xxx    |        |        |        | 5,87 m             |            |
| 8         | Ersu Şaşma           | Turkiet       | xo     | xo     | o      | xxx    |        |        |        |        | 5,80 m             | =0=NR0     |
| 9         | Pål Lillefosse       | Norge         | o      | –      | xo     | xxx    |        |        |        |        | 5,80 m             |            |
| 10        | Sondre Guttormsen    | Norge         | o      | o      | xxx    |        |        |        |        |        | 5,70 m             |            |
| 11        | Ben Broeders         | Belgien       | xxo    | o      | xxx    |        |        |        |        |        | 5,70 m             |            |
|           | Menno Vloon          | Nederländerna | xxx    |        |        |        |        |        |        |        | Inget giltigt hopp |            |